# Brionesa
En tauromaquia, la brionesa, aunque se ejecuta con el capote, es un lance que guarda mucha semejanza con el toreo de muleta, pues se podría describir como un pase de pecho con el percal a una mano. Su creación, como tantos otros lances de capote, tiene origen en México, más concretamente en el matador Luis Briones, del que toma su nombre.

## Uso y ejecución

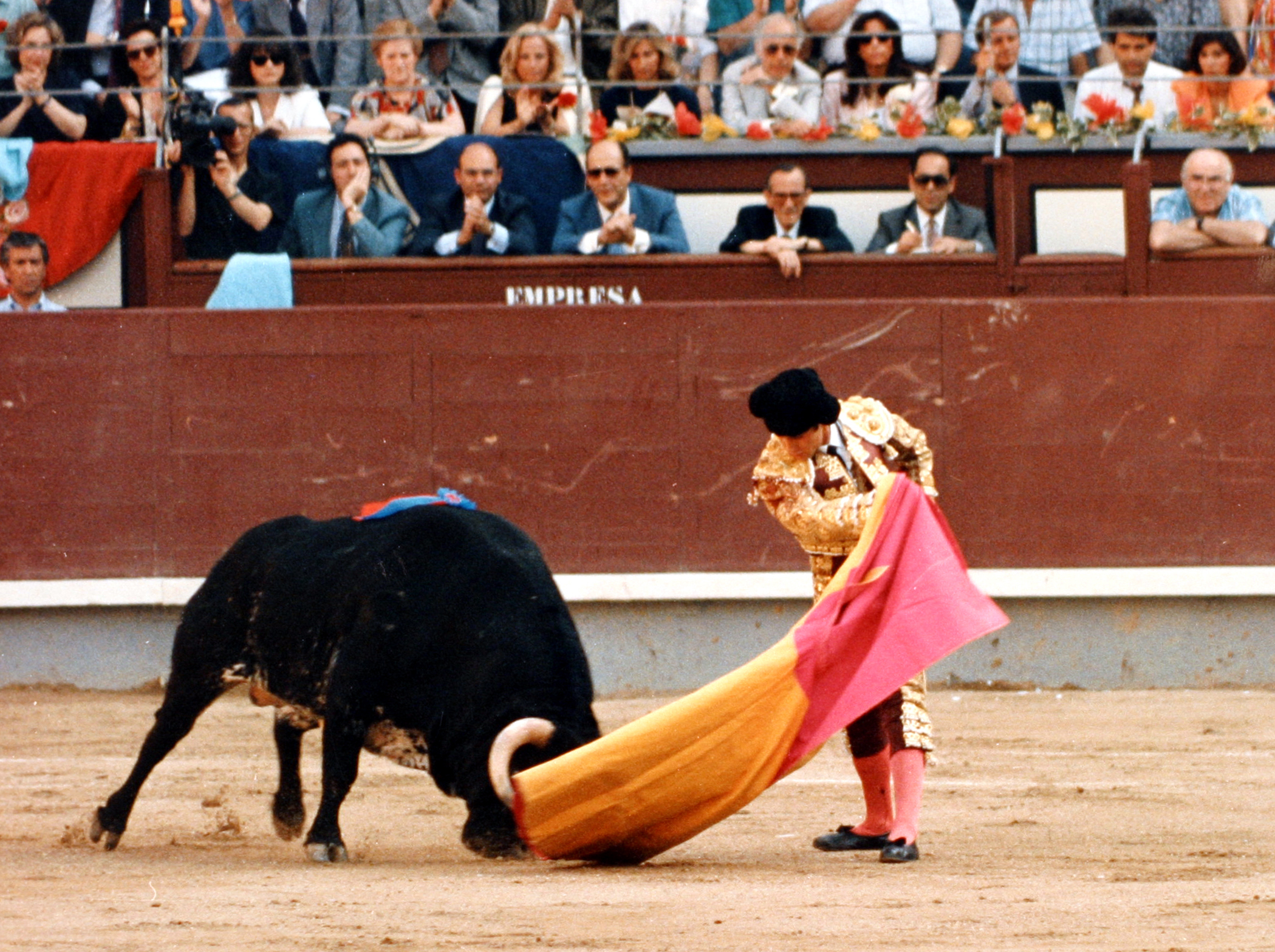
Brionesa, lance de capa de José Miguel Arroyo, Joselito, en Madrid.

Esta suerte se usa, generalmente, para rematar una serie de lances y puede realizarse tanto con la derecha como con la izquierda, dependiendo del pitón con el que se enganche la embestida del toro. En su ejecución, el torero debe citar con el capote cogido, normalmente, por la esclavina, con la mano contraria al pitón por el que se vacía la embestida del toro, y conducir el viaje hasta la hombrera contraria, sacando el capote por encima de la cabeza del toro, que pasa frente al cuerpo del torero.

Como todos los lances y pases del toreo, la brionesa puede tener muchas variables, de acuerdo con la forma de citar y ejecutar la suerte, de tal manera que se puede ejecutar de rodillas, rodilla en tierra, sentado en el estribo, cargando la suerte, a pie junto o citando por la espalda.

También se usa como recurso para quitarse el toro cuando se ha perdido el agarre del capote con las dos manos, razón por la que, aunque su uso no es muy frecuente, sí que está en la tauromaquia de la mayoría de los toreros contemporáneos, siendo más común en las faenas del peruano Roca Rey.